# Hr.Ms. Sumatra (1920)

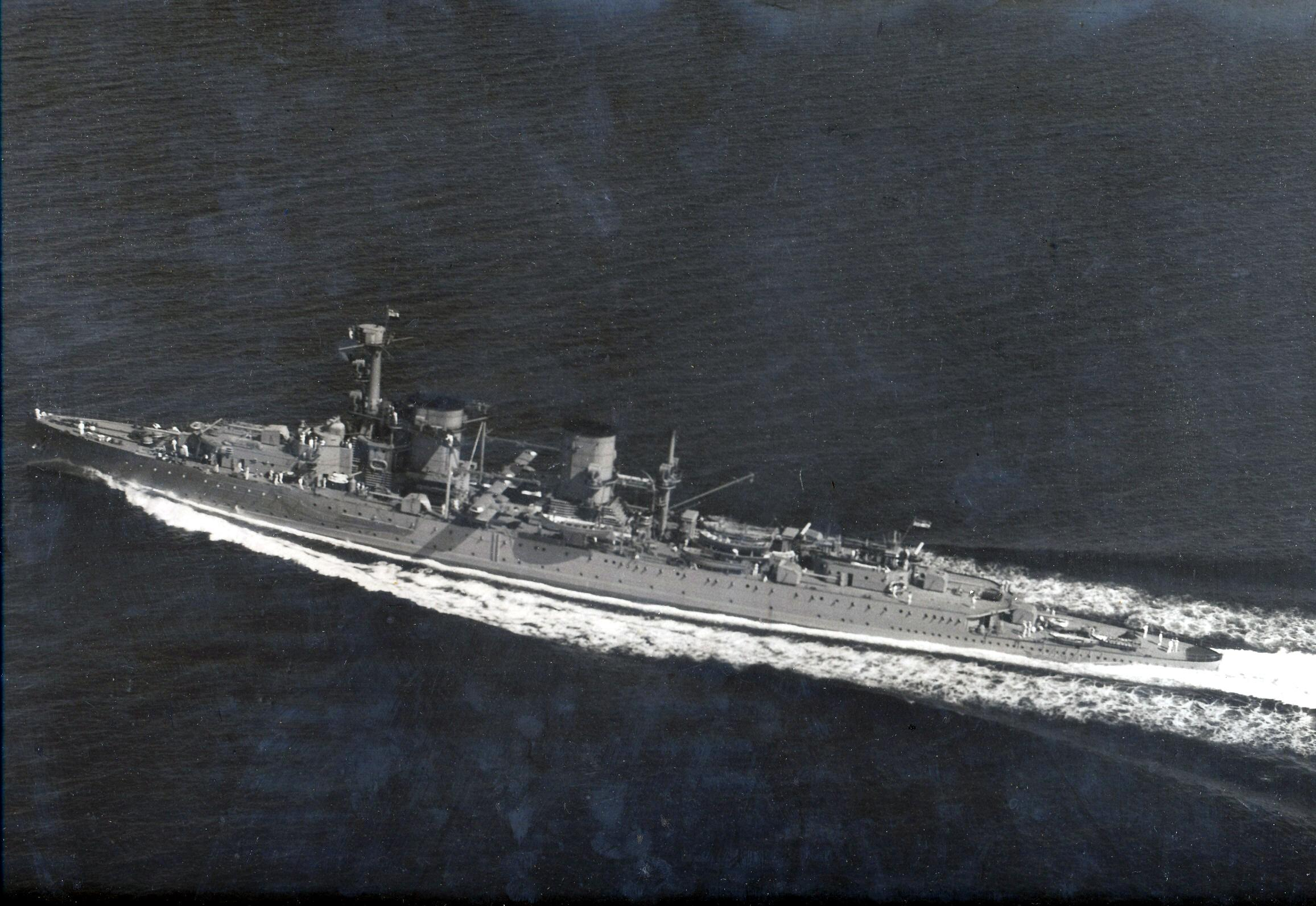
„Sumatra” po modernizacji masztów w połowie lat 30.

Hr.Ms. Sumatra – holenderski krążownik lekki z okresu międzywojennego i II wojny światowej, typu Java, w służbie w latach 1926-1944.

## Historia powstania
Stępkę pod budowę krążownika „Sumatra” położono 15 lipca 1916 w stoczni Nederlandse Scheepsbouw Maatschappij w Amsterdamie, jako drugiego okrętu typu Java (nazwa pochodziła od wyspy Holenderskich Indii Wschodnich - Sumatry, pierwszym okrętem tego typu była „Java”). Okręty miały być budowane według niemieckiego projektu stoczni Krupp Germaniawerft i z pomocą niemiecką, lecz prowadzące w tym czasie wojnę Niemcy zaprzestały dostarczania materiałów, dlatego budowa krążowników przeciągnęła się. Po zakończeniu I wojny światowej, po kilkuletnich wahaniach co do losu okrętów, zdecydowano je ukończyć według oryginalnego projektu z niewielkimi ulepszeniami i „Sumatrę” wodowano 29 grudnia 1920 (jako pierwszy okręt typu). M.in. na skutek pożaru w stoczni, który zniszczył maszyny dla okrętu, „Sumatra” została ukończona i wcielona do służby dopiero 26 maja 1926. W tym czasie projekt nie był już nowoczesny, mając m.in. przestarzałe pojedyncze rozmieszczenie dział głównego kalibru.
Na skutek pożaru okręt otrzymał inne mocniejsze turbiny Zoëlly, które jednak okazały się bardziej awaryjne (w latach 1933-35 zostały zamienione na turbiny systemu Parsonsa). Koszt budowy wyniósł 20.412.643 guldenów.
Opis i ocena projektu - w artykule Krążowniki lekkie typu Java

## Służba

### Okres międzywojenny
Okręt wszedł do służby 26 maja 1926 i już 21 września 1926 wyruszył do miejsca swojego przeznaczenia - Holenderskich Indii Wschodnich, przez Kanał Panamski, składając wizyty w licznych portach obu Ameryk i Japonii oraz stacjonując w okresie od lutego do maja 1927 w Szanghaju. 1 czerwca 1927 krążownik dotarł do bazy w Surabai i pełnił następnie służbę kolonialną we Wschodnich Indiach, odwiedzając też porty azjatyckie. 27 lipca 1930 po krótkim remoncie kotłowni wybuchł w niej pożar, powodujący konieczność dalszego remontu w Surabai. 14 maja 1931 okręt wszedł na nieoznakowaną skałę, po czym był remontowany. W latach 1934–35 przeprowadzono modernizację okrętu w Surabai, m.in. uzbrojenia przeciwlotniczego i masztów.
Po powrocie „Javy” z Europy, „Sumatra” została skierowana w czerwcu 1938 do Holandii na remont, który ukończono na początku października 1938. Okręt brał następnie udział do grudnia w patrolach i konwojowaniu statków wokół ogarniętej wojną domową Hiszpanii, po czym od stycznia do marca 1939 odbył rejs szkolny na Morze Śródziemne, a od czerwca do lipca 1939 ku brzegom Szetlandów.

### II wojna światowa
W chwili niemieckiej napaści na Holandię (10 maja 1940), „Sumatra” była w rezerwie, w oczekiwaniu na remont. 11 maja 1940 „Sumatra” (wraz z nieukończonym krążownikiem „Jacob van Heemskerck”) została ewakuowana do Immingham w Anglii. W dniach 2-11 czerwca 1940 okręt przetransportował stamtąd do Halifaksu w Kanadzie następców tronu holenderskiej rodziny królewskiej - księżniczkę Julianę z córkami - księżniczkami Beatrix i Ireną. Stamtąd został skierowany z eskortą transportowca wojska do holenderskich kolonii w Ameryce (Indii Zachodnich), dopływając 22 czerwca do Curaçao. W lipcu brał udział w bezskutecznym poszukiwaniu  niemieckiego rajdera - krążownika pomocniczego „Widder”. Następnie 9 października „Sumatra” dotarła, płynąc wokół Afryki, do Holenderskich Indii Wschodnich. Długi rejs nadwerężył maszyny okrętu i został on w październiku wycofany do rezerwy i skierowany do długotrwałego remontu w Surabai.
Po napaści Japonii na posiadłości alianckie w Azji, okręt znajdował się w dalszym ciągu w remoncie, po czym 27 stycznia 1942 został przywrócony do służby (dowódca kmdr por. J.J.L. Willinge). Następnie 3 lutego 1942, z niesprawną połową kotłów i jedną turbiną i załogą złożoną głównie z kadetów, został ewakuowany do Trincomalee na Cejlonie, a w kwietniu do Bombaju w Indiach, wciąż nie ukończywszy remontu. W lipcu został skierowany do Wielkiej Brytanii, wokół Afryki, gdzie przybył 11 października 1942, a następnie 1 listopada 1942, z uwagi na zużycie i niewielką przydatność bojową, został wycofany do rezerwy w Portsmouth w oczekiwaniu na remont, którego jednak nie podjęto. W marcu 1944 działa 149 mm „Sumatry” zamontowano na znacznie intensywniej używanych bojowo holenderskich kanonierkach „Flores” i „Soemba”, w miejsce ich zużytych dział.  

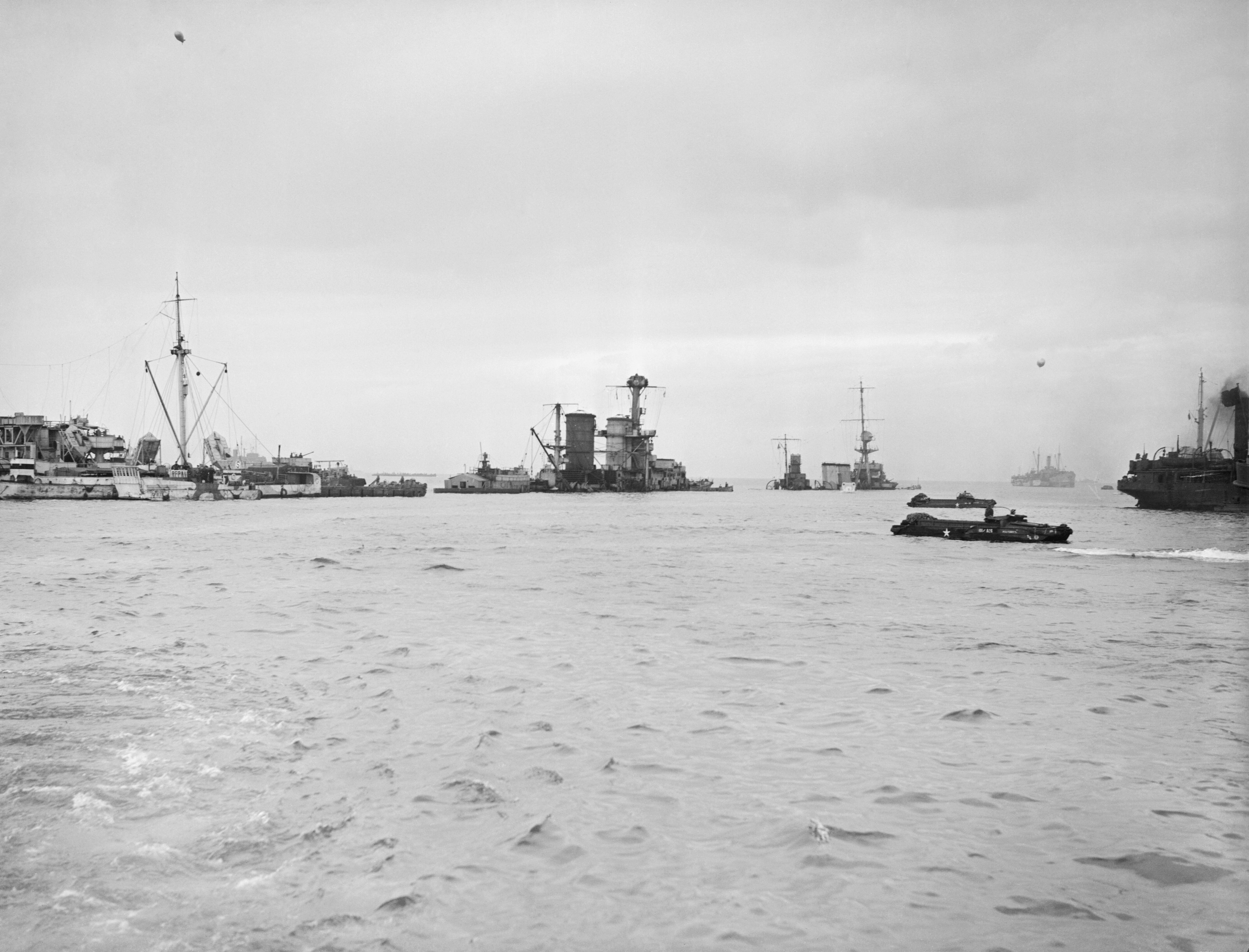
W centrum zdjęcia „Sumatra” zatopiona jako falochron, po prawej HMS „Durban”

W związku z planowaną operacją desantową aliantów w Normandii, pojawiła się potrzeba osłony plaż, na których miano wyładować oddziały, przed naporem fal morskich. W tym celu postanowiono utworzyć sztuczne falochrony przez zatopienie przy plażach starych statków i okrętów; wśród nich znalazła się również „Sumatra”. 29 kwietnia 1944 okręt przekazano marynarce brytyjskiej Royal Navy. 9 czerwca 1944 o godz. 17.21 okręt, pozbawiony cenniejszego wyposażenia, zatopiono u wybrzeża Normandii na głębokości 7,5 m jako część falochronu przystani Goosberry 5, na plaży Sword (zatopiono tam także brytyjski krążownik HMS „Durban” i statek „Empire Defiance”). Wrak został podniesiony w lutym 1951 i sprzedany na złom (Holandia otrzymała 6 840 000 franków francuskich).

## Dane techniczne

### Uzbrojenie i wyposażenie
- 10 pojedynczych dział kalibru 149,1 mm (nominalnie 15 cm) No.6 (produkcji Krupp lub Bofors), osłoniętych maskami pancernymi (10xI).
  - długość lufy L/52 (52 kalibry; nominalnie L/50), kąt podniesienia - 25°, donośność maksymalna 16 700 m, masa pocisku 46 kg[5]
- 4 pojedyncze działa przeciwlotnicze 75 mm (do 1934-35)
- 6 podwójnych automatycznych dział przeciwlotniczych 40 mm Bofors[2] (od 1934-35) (według innych źródeł, 6 pojedynczych dział plot 40 mm Vickers No.1[1], a od 1939 być może Bofors Mk III z systemem stabilizacji i kierowania ogniem Hazemeyer[2])
- 4-6 wkm plot 12,7 mm
- 2 miotacze bomb głębinowych, bomby głębinowe (od 1940–1942)
- 2 wodnosamoloty (od końca lat 30. - Fokker C.XI-W)

### Opancerzenie
- pas burtowy: 75 mm (wymiary 120 × 3,2 m)
- wewnętrzny pokład pancerny: 25 mm (poziomy) – 50 mm (na skosach)
- maski dział artylerii głównej: 100–25 mm
- stanowisko dowodzenia: 125–100 mm